# Corvette Summer
Corvette Summer è un film del 1978 diretto da Matthew Robbins.

## Trama
Kenneth Dantley Jr. è un giovane che ama le auto,  in particolare le Corvette. Dopo aver frequentato il corso di carrozzeria e meccanica automobilistica, con i suoi compagni di classe, scopre in un deposito di rottami i resti di una Corvette. L'automobile viene scelta come base per il progetto e con l'aiuto dell'insegnante, la classe rielabora e modifica la Corvette secondo i propri gusti, in uno stile custom molto in voga negli Stati Uniti. La notte in cui l'auto viene terminata, viene rubata. Kenneth scopre che la sua Corvette sarebbe stata vista a Las Vegas e mette in viaggio. Sulla strada incontra una giovane prostituta, di nome Vanessa, che lo porta a Las Vegas perché lei stessa ci va per attirare potenziali clienti dai casinò. Una volta arrivati a destinazione, l'attaccamento di Kenneth per Vanessa diventerà sempre più forte mentre cerca instancabilmente la sua Corvette.

## Produzione
Le scene del liceo di Kenny sono state girate alla Burbank High School (Burbank, California) nella San Fernando Valley e alla Verdugo Hills High School a Los Angeles.
Il brano del film, Give Me the Night, viene cantato da Dusty Springfield.

## Distribuzione
Il lungometraggio fu distribuito negli Stati Uniti d'America nell'estate del 1978.